# Cerchezu (gmina)
Cerchezu – gmina w Rumunii, w okręgu Konstanca. Obejmuje miejscowości Cerchezu, Căscioarele, Măgura i Viroaga. W 2011 roku liczyła 1399 mieszkańców.